# Euphorbia maddenii
Euphorbia maddenii är en törelväxtart som beskrevs av Pierre Edmond Boissier. Euphorbia maddenii ingår i släktet törlar, och familjen törelväxter. Inga underarter finns listade i Catalogue of Life.